# Седов, Леонид Сергеевич
Леонид Сергеевич Седо́в (1925—1945) — младший лейтенант Рабоче-крестьянской Красной Армии, участник Великой Отечественной войны, Герой Советского Союза (1944).

## Биография
Леонид Седов родился 4 апреля 1925 года в деревне Лихая Пожня (ныне — Вязниковский район Владимирской области). После окончания семи классов школы и ремесленного училища работал на Горьковской железной дороге монтёром Вязниковской дистанции пути. В январе 1943 года Седов был призван на службу в Рабоче-крестьянскую Красную Армию. Окончил школу младших командиров. С лета 1943 года — на фронтах Великой Отечественной войны.
К февралю 1944 года старший сержант Леонид Седов командовал отделением взвода противотанковых ружей 457-го стрелкового полка 129-й стрелковой дивизии 3-й армии 1-го Белорусского фронта. Отличился во время освобождения Гомельской области Белорусской ССР. 29 февраля 1944 года в бою за деревню Коноплица Рогачёвского района Седов лично подавил огонь немецкой огневой точки. 2 марта 1944 года он участвовал в боях на плацдарме на берегу реки Друть, в критический момент сражения заменил собой выбывшего из строя командира взвода и подбил два вражеских танка. Также отличился во время освобождения Волковыска.
Указом Президиума Верховного Совета СССР от 23 июля 1944 года за «образцовое выполнение заданий командования и проявленные мужество и героизм в боях с немецкими захватчиками» старший сержант Леонид Седов был удостоен высокого звания Героя Советского Союза с вручением ордена Ленина и медали «Золотая Звезда» за номером 4545.
Позднее окончил курсы младших лейтенантов. 28 февраля 1945 года младший лейтенант Леонид Седов погиб в бою на территории Восточной Пруссии. Похоронен в городе Мариямполе в Литве.
Был также награждён орденами Отечественной войны 1-й степени, Красной Звезды, Славы 3-й степени и медалью.
В честь Седова назван электропоезд, установлен бюст в посёлке Октябрьский Вязниковского района.

## Память
- Мемориальная доска в память о Седове установлена Российским военно-историческим обществом на здании Октябрьской школы № 1 Вязниковского района, где он учился.
- В честь Седова назван электропоезд Горьковской дирекции моторвагонного подвижного состава.
- Мемориальная доска на здании Ковровской дистанции пути.